# Eosipho zephyrus
Eosipho zephyrus is een slakkensoort uit de familie van de Buccinidae. De wetenschappelijke naam van de soort is voor het eerst geldig gepubliceerd in 2012 door Fraussen, Sellanes & Stahlschmidt.